# Fernando Bujones
Fernando Bujones (* 9. März 1955 in Miami, Florida; † 10. November 2005 ebenda) war ein US-amerikanischer Tänzer und Choreograf.

## Leben
Fernando Bujones wurde 1955 als Sohn kubanischer Eltern in Florida geboren. Er studierte bei der kubanischen Tänzerin Alicia Alonso und später am American Ballet Theatre in New York.
Fernando Bujones wurde in eine Reihe mit Rudolf Nurejew, Erik Bruhn, Vaslav Nijinsky und Mikhail Baryshnikov gestellt. In seiner 25-jährigen Karriere als Tänzer arbeitete er in den bedeutendsten Opernhäusern der Welt und deren Ballett zusammen, wie beispielsweise dem American Ballet Theatre, dem Royal Ballet in London, dem Stuttgarter Ballett, dem Ballett der Paris Opera, dem Royal Danish Ballet, dem La Scala in Mailand, dem Wiener Staatsopernballett, dem Australian Ballet, The National Ballet of Canada, dem Boston Ballet.
1974 wurde Bujones als erster US-Amerikaner überhaupt mit einer Goldmedaille im internationalen Wettbewerb der weltbesten Tänzer in Warna (Bulgarien) ausgezeichnet. Bei seinem offiziellen Bühnenabschied 1995 in der Metropolitan Opera in New York erhielt er 20 Minuten lange Standing Ovations und Glückwünsche von Präsident Bill Clinton.
Bis August 2005 leitete Fernando Bujones das Orlando Ballet in Florida. Er starb an einer Hautkrebserkrankung.